# Liste der Baudenkmale in Salzhausen
In der Liste der Baudenkmale in Salzhausen sind alle Baudenkmale der niedersächsischen Gemeinde Salzhausen im Landkreis Harburg aufgelistet. Stand der Liste das Jahr 2014.

## Allgemein
In den Spalten befinden sich folgende Informationen:
- Lage: die Adresse des Baudenkmales und die geographischen Koordinaten. Kartenansicht, um Koordinaten zu setzen. In der Kartenansicht sind Baudenkmale ohne Koordinaten mit einem roten Marker dargestellt und können in der Karte gesetzt werden. Baudenkmale ohne Bild sind mit einem blauen Marker gekennzeichnet, Baudenkmale mit Bild mit einem grünen Marker.
- Bezeichnung: Bezeichnung des Baudenkmales
- Beschreibung: die Beschreibung des Baudenkmales. Unter § 3 Abs. 2 NDSchG werden Einzeldenkmale und unter § 3 Abs. 3 NDSchG Gruppen baulicher Anlagen und deren Bestandteile ausgewiesen.
- ID: die Objekt-ID des Baudenkmales
- Bild: ein Bild des Baudenkmales, ggf. zusätzlich mit einem Link zu weiteren Fotos des Baudenkmals im Medienarchiv Wikimedia Commons. Wenn man auf das Kamerasymbol klickt, können Fotos zu Baudenkmalen aus dieser Liste hochgeladen werden:

## Lobke
| Lage                                       | Bezeichnung     | Beschreibung | ID | Bild |
| ------------------------------------------ | --------------- | ------------ | -- | ---- |
| Lobker Straße 53° 14′ 29″ N, 10° 11′ 37″ O | Außenschafstall |              |    | BW   |

## Luhmühlen
| Lage                                        | Bezeichnung                     | Beschreibung                             | ID       | Bild |
| ------------------------------------------- | ------------------------------- | ---------------------------------------- | -------- | ---- |
| Mühlenweg 12/14 53° 13′ 5″ N, 10° 11′ 39″ O | Wassermühlengebäude             | Feinmühle, links (ganz linker Bauteil)   | 32730698 | BW   |
| Mühlenweg 12/14 53° 13′ 5″ N, 10° 11′ 39″ O | Wassermühlengebäude             | Schrotmühle rechts, ehem. auch Sägemühle | 46853093 | BW   |
| Mühlenweg 12/14 53° 13′ 5″ N, 10° 11′ 39″ O | Wohnhaus                        |                                          | 32730679 | BW   |
| Mühlenweg 12/14 53° 13′ 5″ N, 10° 11′ 39″ O | Flusslauf, Luhe, Stauwehr, Stau | Luhe                                     | 32719779 | BW   |

## Oelstorf
| Lage                                                | Bezeichnung  | Beschreibung | ID       | Bild |
| --------------------------------------------------- | ------------ | ------------ | -------- | ---- |
| Am Eichhof 53° 13′ 35″ N, 10° 8′ 36″ O              | Gedenkstätte |              | 32730784 | BW   |
| Oelstorfer Landstraße 8 53° 13′ 39″ N, 10° 8′ 29″ O | Bauernhaus   |              | 32730805 | BW   |

## Putensen
| Lage                                        | Bezeichnung              | Beschreibung   | ID       | Bild |
| ------------------------------------------- | ------------------------ | -------------- | -------- | ---- |
| Im Dreieck 10 53° 11′ 51″ N, 10° 11′ 44″ O  | Bauernhaus               |                | 32731021 | BW   |
| Im Dreieck 10 53° 11′ 51″ N, 10° 11′ 44″ O  | Kartoffelkeller          |                | 44092654 | BW   |
| Lindenallee 3 53° 11′ 48″ N, 10° 11′ 50″ O  | Wohn-/Wirtschaftsgebäude |                | 48133009 | BW   |
| Lindenallee 7 53° 11′ 47″ N, 10° 11′ 49″ O  | Backhaus                 |                | 32730843 | BW   |
| Lindenallee 7 53° 11′ 47″ N, 10° 11′ 49″ O  | Wohn-/Wirtschaftsgebäude |                | 32730823 | BW   |
| Lindenallee 7 53° 11′ 47″ N, 10° 11′ 49″ O  | Scheune                  |                | 18289754 | BW   |
| Lindenallee 7 53° 11′ 47″ N, 10° 11′ 49″ O  | Feldsteinmauer           |                | 18289793 | BW   |
| Lindenallee 9 53° 11′ 46″ N, 10° 11′ 45″ O  | Schweinestall            | ehem. Backhaus | 32731311 | BW   |
| Lindenallee 9 53° 11′ 46″ N, 10° 11′ 45″ O  | Wohn-/Wirtschaftsgebäude |                | 32731283 | BW   |
| Lindenallee 9 53° 11′ 46″ N, 10° 11′ 45″ O  | Treppenspeicher          |                | 32731039 | BW   |
| Lindenallee 11 53° 11′ 45″ N, 10° 11′ 43″ O | Wohn-/Wirtschaftsgebäude |                | 32731382 | BW   |
| Lindenallee 18 53° 11′ 46″ N, 10° 11′ 38″ O | Scheune                  |                | 32730939 | BW   |
| Lindenallee 18 53° 11′ 46″ N, 10° 11′ 38″ O | Göpelschauer             |                | 32730987 | BW   |
| Lindenallee 18 53° 11′ 46″ N, 10° 11′ 38″ O | Schafstall               |                | 32730923 | BW   |
| Lindenallee 18 53° 11′ 46″ N, 10° 11′ 38″ O | Backhaus                 |                | 32730971 | BW   |
| Lindenallee 18 53° 11′ 46″ N, 10° 11′ 38″ O | Schweinestall            |                | 32730955 | BW   |
| Lindenallee 18 53° 11′ 46″ N, 10° 11′ 38″ O | Wohn-/Wirtschaftsgebäude |                | 32730905 | BW   |
| Luhestraße 1 53° 11′ 47″ N, 10° 11′ 58″ O   | Schule                   |                | 32731062 | BW   |

## Salzhausen
| Lage                                          | Bezeichnung                                                                 | Beschreibung                                                                                           | ID                              | Bild           |
| --------------------------------------------- | --------------------------------------------------------------------------- | --- | ------------------------------- | -------------- |
| Am Lindenberg 1 53° 13′ 36″ N, 10° 10′ 12″ O  | ehem. Posthalterei                                                          | nicht mehr im Denkmalatlas verzeichnet (02.10.21)                                                      |                                 | BW             |
| Am Lindenberg 3 53° 13′ 35″ N, 10° 10′ 14″ O  | Wohnhaus                                                                    | | 32730289                        |                |
| Am Lindenberg 3 53° 13′ 35″ N, 10° 10′ 16″ O  | Wohn-/Wirtschaftsgebäude                                                    | | 32730494                        | BW             |
| Am Lindenberg 3 53° 13′ 36″ N, 10° 10′ 15″ O  | Scheune                                                                     | | 32731189                        | BW             |
| Am Lindenberg 5 53° 13′ 33″ N, 10° 10′ 17″ O  | Scheune                                                                     | | 32730514                        |                |
| Am Lindenberg 5 53° 13′ 34″ N, 10° 10′ 19″ O  | Wohn- und Wirtschaftsgebäude                                                | nicht mehr im Denkmalatlas verzeichnet (02.10.21)                                                      |                                 |                |
| Bahnhofstraße 4 53° 13′ 35″ N, 10° 9′ 57″ O   | Wohnwirtschaftsgebäude                                                      | | 43350117                        | BW             |
| Bahnhofstraße 5 53° 13′ 34″ N, 10° 9′ 53″ O   | Krankenhaus                                                                 | 1854 bis 1859 Amtsgericht Salzhausen 1859 bis 1907 Gendarmeriestation seit 1907 Krankenhaus Salzhausen | 32730532                        |                |
| Hauptstraße 3 53° 13′ 32″ N, 10° 10′ 12″ O    | Kirche St. Johannis                                                         | | 32730550                        | Weitere Bilder |
| Hauptstraße 3 53° 13′ 32″ N, 10° 10′ 12″ O    | Kirche, Kirchhof mit sämtl. gusseisernen Grabkreuzen, Umfriedung und Bäumen | | 32719758                        | BW             |
| Hauptstraße 5 53° 13′ 31″ N, 10° 10′ 15″ O    | ehem. Küsterhaus                                                            | | 32730570                        |                |
| Hauptstraße 6 c/d 53° 13′ 33″ N, 10° 10′ 5″ O | Wohnhaus                                                                    | | 32730454                        | BW             |
| Hauptstraße 10 53° 13′ 33″ N, 10° 10′ 8″ O    | Gaststätte/Nebengebäude                                                     | | 32730395/1/-/ 32730373 32730395 |                |
| Hauptstraße 12 53° 13′ 32″ N, 10° 10′ 8″ O    | Wohn-/Wirtschaftsgebäude                                                    | | 32730408                        |                |
| Hoßberg 11 53° 13′ 41″ N, 10° 10′ 2″ O        | Bauernhaus                                                                  | | 32731399                        | BW             |
| Im Winkel 2 53° 13′ 39″ N, 10° 10′ 11″ O      | Bauernhaus                                                                  | | 32730587                        | BW             |
| Schmiedestraße 53° 13′ 37″ N, 10° 10′ 8″ O    | Feuerwehrgerätehaus, Schlauchturm                                           | | 32730605/1/-/ 32731416 32730605 |                |
| Schulstraße 20 53° 13′ 28″ N, 10° 10′ 11″ O   | Schule                                                                      | | 32730644                        | BW             |
| Winsener Straße 5 53° 13′ 38″ N, 10° 10′ 6″ O | Bauernhaus                                                                  | | 32730626                        | BW             |
| Winsener Straße 8 53° 13′ 37″ N, 10° 10′ 9″ O | Wohn-/Wirtschaftsgebäude                                                    | | 32731337                        |                |

## Schnede
| Lage                                                                  | Bezeichnung       | Beschreibung | ID       | Bild |
| --------------------------------------------------------------------- | ----------------- | ------------ | -------- | ---- |
| Schnede 3 53° 15′ 45″ N, 10° 11′ 5″ O                                 | Villa             |              | 26958490 | BW   |
| Schnede 5 53° 15′ 49″ N, 10° 11′ 7″ O                                 | Lagerhaus         |              | 26958473 | BW   |
| Landstraße zwischen Schnede und Garstedt 53° 15′ 39″ N, 10° 10′ 50″ O | Kopfsteinpflaster |              | 26958456 | BW   |